# Nixtamalisation

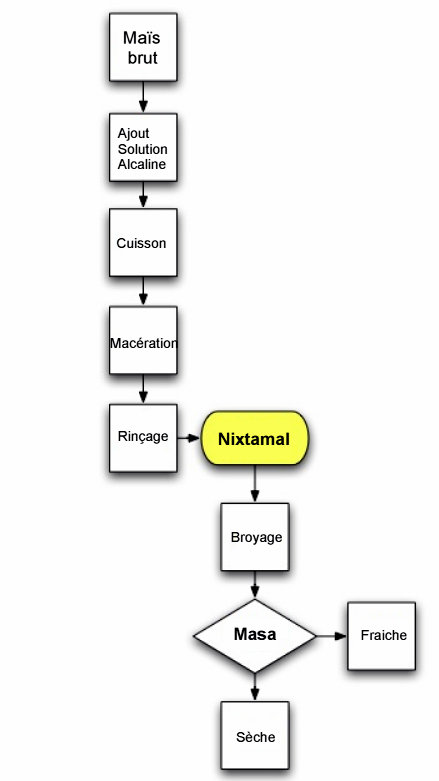
Les différentes étapes de la nixtamalisation.

La nixtamalisation est un procédé méso-américain très ancien par lequel des grains de maïs sont trempés et cuits dans une solution alcaline, habituellement de l'eau de chaux (ou plus traditionnellement un mélange de cendres de bois et d'eau), ce qui fragilise la coque externe transparente, le péricarpe.

## Avantages

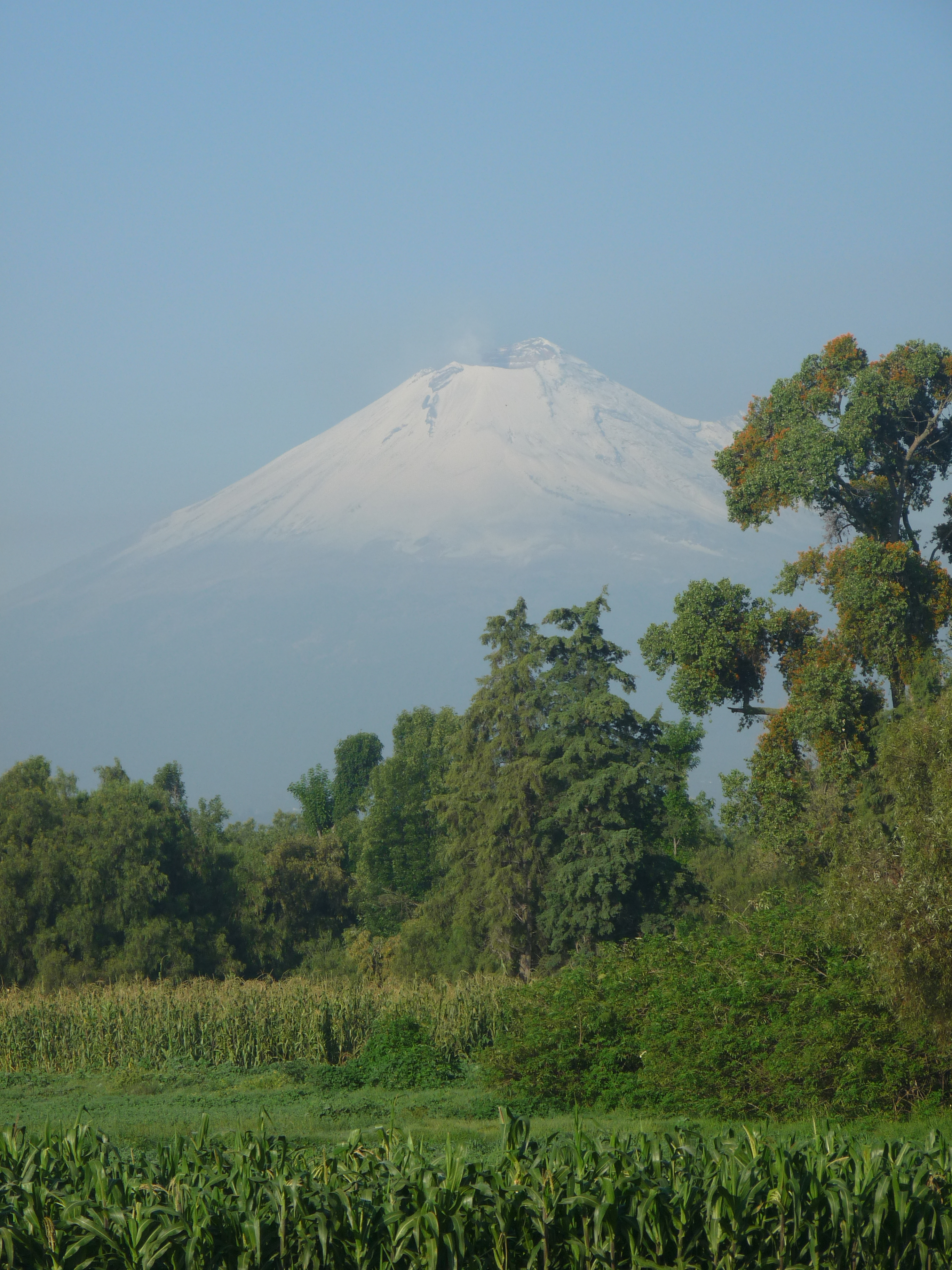
Champs de maïs devant le volcan Popocatépetl.

Ce procédé a des avantages multiples : il facilite l'enlèvement du péricarpe, contrôle l'activité bactérienne, augmente l'imbibition par l'eau, augmente la gélatinisation des granules d'amidon et améliore la valeur nutritionnelle, notamment par une augmentation de la disponibilité en niacine (vitamine B3) et différents acides aminés dont les carences sont à l'origine de la pellagre.
Le produit issu de ce processus est appelé nixtamal. L'eau de chaux lui confère un goût caractéristique. Il est broyé pour obtenir une pâte de nixtamal ou masa.

## Étymologie
Dans la langue des aztèques, le nahuatl, le mot désignant ce produit est nixtamalli ou nextamalli (prononcé : /niʃtaˈmalːi/ ou /neʃtaˈmalːi/), composé de « nextli » (« cendres ») et « tamalli » (« farine de maïs moulu, tamal »).
En espagnol mexicain, le mot est devenu nixtamal (prononcé : /nistaˈmal/ ou /niʃtaˈmal/).

## Histoire
La première mention de nixtamalisation a été retrouvée dans la région de l'actuel Guatemala et a été datée vers 1 500–1 200 ans av. J.-C., période correspondant à son peuplement par les peuples Mayas (très grands consommateurs de maïs).

## Fabrication

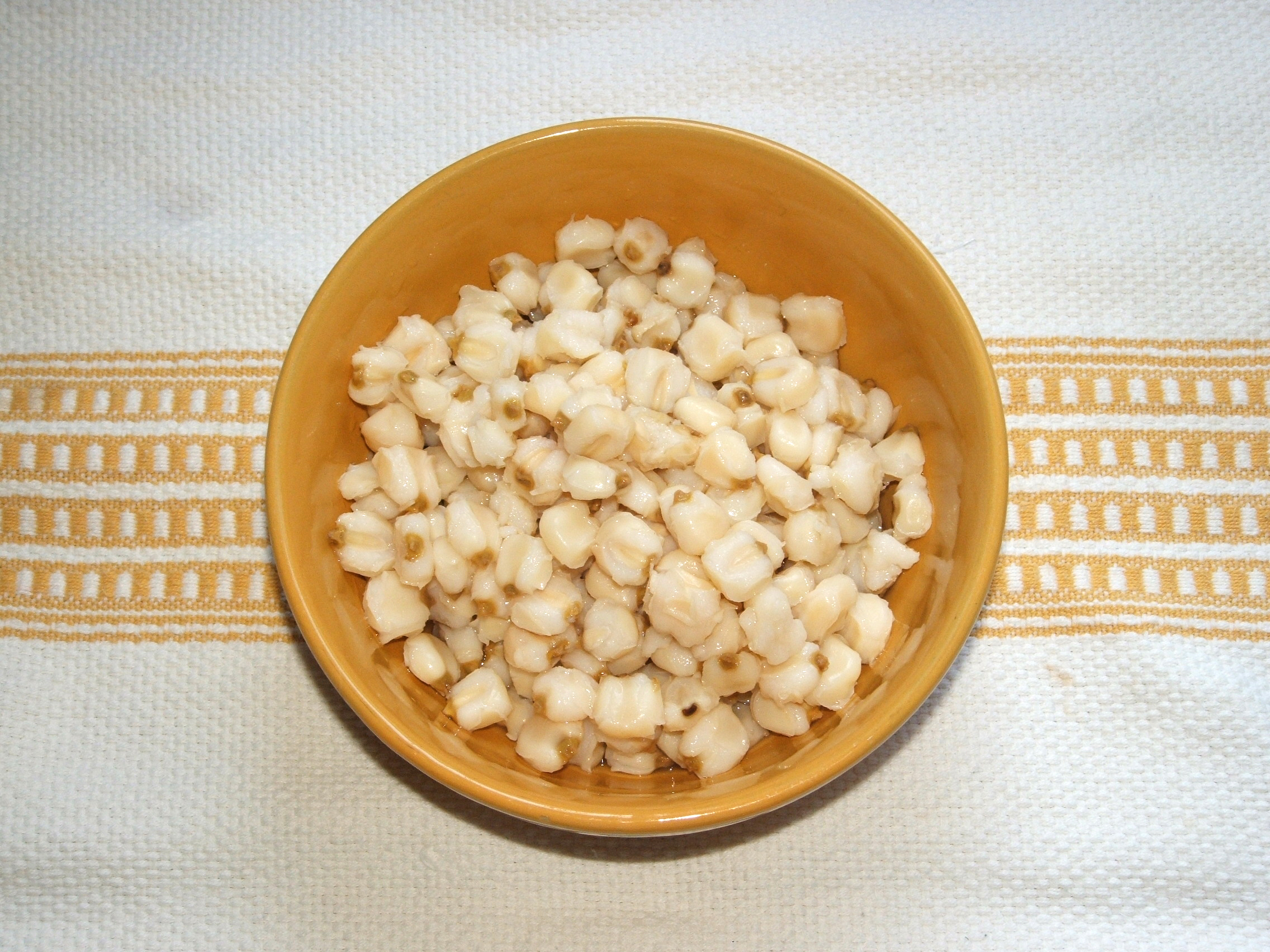
Un bol de nixtamal (ou hominy).

Recouvrir 1 kg de maïs d'eau dans une casserole et faire chauffer. Lorsque l'eau commence à frémir, ajouter 1⁄2 litre d'eau mélangée à 1 cuillère à soupe d'hydroxyde de calcium ou de cendre de bois (pure et saine). Mélanger le tout, laisser bouillir 5 minutes puis laisser macérer le tout une nuit. Le lendemain, égoutter et rincer les grains sous l'eau en les frottant rapidement entre les doigts, ce qui aura pour effet de retirer le péricarpe des grains (qu'on appelle à ce moment-là du processus nixtamal ou hominy). 
Broyer ensuite les grains dans un moulin (type moulin à café). La pâte obtenue est la masa. Elle est prête à utiliser pour la fabrication des tortillas, tamales, etc.

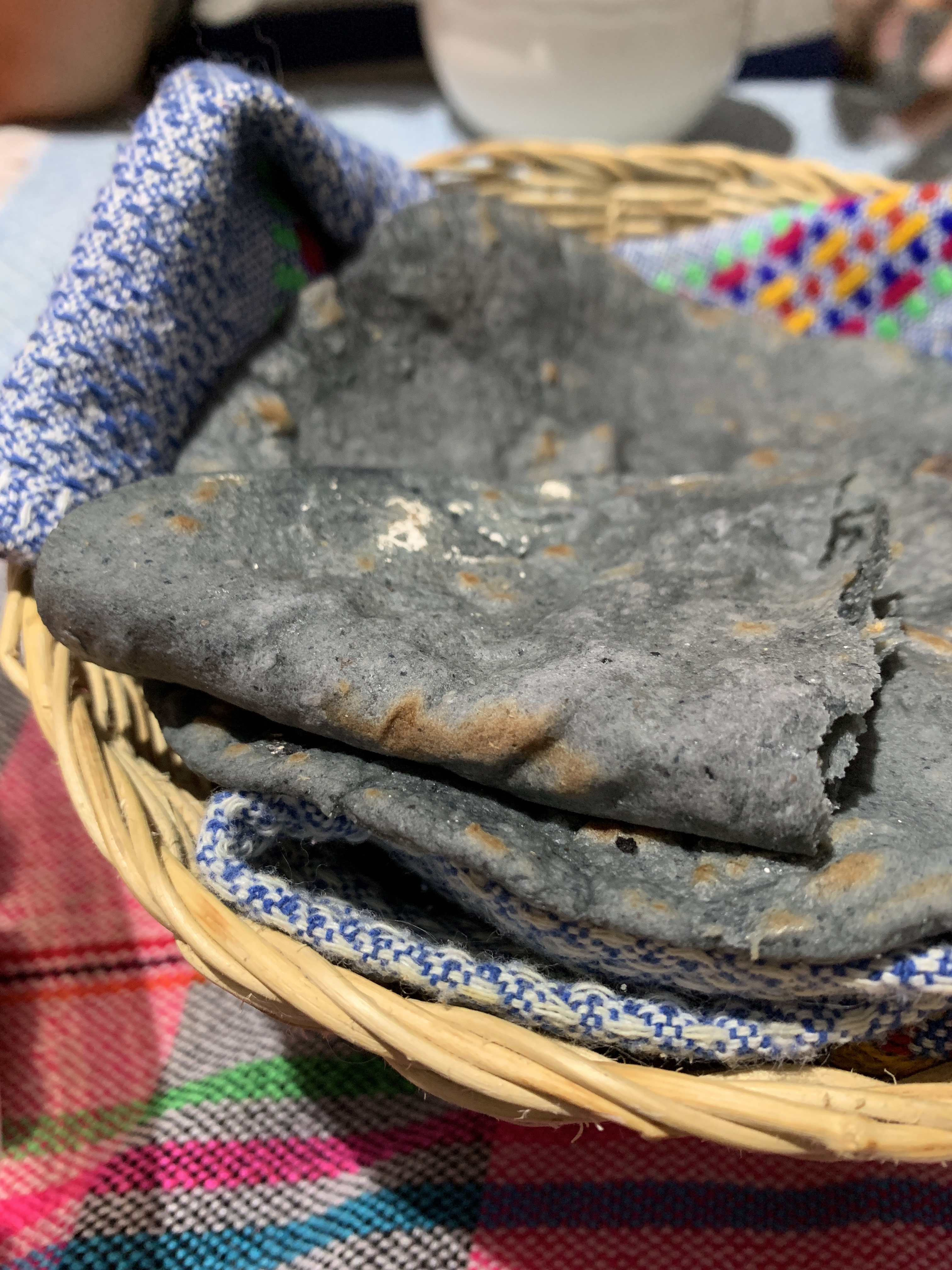
Tortilla de masa azul

## Utilisation actuelle
La nixtamalisation est un procédé toujours au cœur de la cuisine mexicaine contemporaine. Elle permet d’obtenir la masa, pâte de maïs utilisée comme base pour une grande variété de plats traditionnels tels que les tortillas, tamales, sopes, tlacoyos, gorditas, et bien d'autres encore. Ce processus ancestral, transmis de génération en génération, est essentiel non seulement pour ses bienfaits nutritionnels (notamment l’augmentation de la biodisponibilité de la niacine), mais aussi pour sa contribution au goût et à la texture caractéristiques de ces aliments.
La gastronomie mexicaine, reconnue en 2010 comme patrimoine culturel immatériel de l’humanité par l’UNESCO, repose en grande partie sur le maïs et sa transformation par nixtamalisation. Ce procédé reste un pilier des pratiques culinaires dans de nombreuses régions du Mexique, notamment à Oaxaca, Puebla, et dans la région du centre du pays. Il constitue un lien vivant entre les traditions préhispaniques et l’alimentation actuelle.
Contrairement à certaines représentations nord-américaines telles que les nachos ou les hushpuppies, qui utilisent de la farine de maïs industrielle, la nixtamalisation traditionnelle continue d’être un élément identitaire fort dans la cuisine mexicaine authentique. Elle incarne un savoir-faire culturel profond, porteur de mémoire, de communauté et de résistance face à l’industrialisation alimentaire.